# Anthony Jackson-Hamel
Anthony Jackson-Hamel (* 2. August 1993 in Québec, Québec) ist ein kanadischer Fußballspieler, der als Stürmer eingesetzt wird.

## Karriere

### Jugend und Amateurfußball
Jackson-Hamel spielte von 2010 bis 2014 in der Jugendfußballabteilung von Montreal Impact.

### Vereinskarriere
Jackson-Hamel begann seine Profikarriere in der U-23 von Montreal Impact, die in der USL Premier Development League spielt. Am 1. August 2014 unterzeichnete er einen Profivertrag nach der Homegrown Player Rule bei Montreal Impact. Sein Pflichtspieldebüt absolvierte Jackson-Hamel am 2. August 2014 bei der 0:2-Niederlage im Derby gegen den Toronto FC.
2015 spielte Jackson-Hamel kurzzeitig beim Farmteam FC Montréal.
Am 13. März 2016 erzielte er sein erstes MLS-Tor in der letzten Minute der Nachspielzeit zum 3:0-Endstand gegen die New York Red Bulls.

### Nationalmannschaft
Jackson-Hamel war Teil des Kaders für die CONCACAF U-20-Meisterschaft 2013.